# Габриела Йорданова
Габриела Йорданова (родена на 5 ноември 2002 година в Русе) е българска певица. Финалист в престижния международен фестивал „Санремо джуниър“ и участник в телевизионното шоу „Големите надежди“. Неколкогодишен стипендиант на фондация „Димитър Бербатов“. Заедно с Иван Стоянов е избрана за български представител на детския песенен конкурс „Евровизия 2015“.

## Биография и музикална кариера
Габриела осъществява първия си допир с музиката съвсем малка: щом се разплаквала, родителите ѝ успявали да я успокоят, като ѝ пускали различни песни. Изглежда музикалният талант не е присъщ единствено на Габриела в рамките на рода, тъй като голям приятел на майка ѝ е барабанистът на „D2“ Васил Кутев, а братовчед ѝ е приет да учи оперно пеене в музикалната академия в българската столица. Началото на певческата си дейност Габриела поставя едва на три години и половина, когато се присъединява към вокална група „Слънце“ с ръководител Наталия Константинова, а скоро става и солист на същата. След четвъртия си рожден ден участва за пръв път на международен детски конкурс („Речни ноти“) и оттогава насетне не престава да намира поле за изява. Не след дълго започва и да свири на цигулка в Национално училище по изкуствата „Проф. Веселин Стоянов“, където същевременно брат ѝ учи оперно пеене. По-късно Габриела продължава образованието си в общообразователното „Любен Каравелов“.
Днес Габриела взема уроци като ученичка на Мариета Секлемова и детската хорова школа „Минка Стойчева“. Представя се успешно на десетки конкурси в национален и световен мащаб:
освен в родната България се съревновава в Беларус, Италия, Казахстан, Румъния и Унгария, с което заслужава редица отличия. Сред успехите ѝ обаче особено се открояват класирането на финал на „Санремо джуниър“ и участието в телевизионното предаване „Големите надежди“, което я прави известна на по-широка публика. Сред по-скорошните ѝ награди са големите такива на „Италия Мюзик Фестивал“, „Stars of songs“, „Музикален трофей“, „Пролетна звезда“ и „Златна маймунка“. Втора награда ѝ носи международният фестивал „Нова музика“. Участва и в младежкия формат на международния фестивал „Мартенски музикални дни“ с Биг бенда на Българското национално радио.

### Детски песенен конкурс „Евровизия 2015“
На националната селекция за представител на детската „Евровизия“ Габриела участва с песните „It's a Man's Man's Man's World“ във версия на Кристина Агилера и „Прошепнати мечти“ на Камелия Тодорова. По-късно става ясно, че певицата продължава на полуфинален етап, където изпълнява „Something's Got a Hold On Me“, отново във версия на Агилера. На провелия се на 8 септември 2015 година финал представя в свое изпълнение известната българска песен „Осъдени души“ и събира 11 от възможни 12 точки и от зрителски, и от жури вот; Габриела вече е официалният български представител на изданието на конкурса в родната ѝ страна. Песента „Цветът на надеждата“, с която певицата представя България на конкурса, е представена за пръв път на 18 октомври в „Денят започва с Георги Любенов“ по Българската национална телевизия.

## Любопитно
Голяма страст на Габриела са мюзикълите, затова и посещава часовете по модерни танци в училище. Занимава се професионално с плуване и често участва на плувни състезания. Oт отдавнашен блог на Габриела става ясно, че като по-малка е била срамежлива извън сцената и че много е обичала да рисува, моделира и играе самичка.